# Megitsune
«Megitsune» es el quinto sencillo grabado por la banda de heavy metal japonés Babymetal de su primer álbum Babymetal siendo lanzado el 19 de junio de 2013.

## Antecedentes
La canción comenzó a ser planeada a mediados de 2011, es muy diferente de la versión final. Originalmente, su disposición sería más j-pop con un toque de 4 tiempos ; Sin embargo, la canción fue cambiado poco a poco. Durante este re-ordenamiento, que llegó a un punto en el que la canción sonaba como "Enka-hard rock".
Entre octubre de 2012 y febrero de 2013, el grupo llevó a cabo una serie de tres conciertos en solitario titulado I, D, Z , que terminó el 1 de febrero de 2013, con un concierto en Zepp Tokyo, donde se especula con el fin de las actividades. Babymetal en marzo de 2013, Suzuka Nakamoto (Su-metal) se graduó de la escuela secundaria y por lo tanto "se graduó" de Sakura Gakuin (a la izquierda del grupo, que se compone de hasta niñas de secundaria); Sin embargo, se decidió por la dirección que Babymetal se disuelve y continuará sus actividades como grupo independiente.

## Vídeo musical
El vídeo musical de la canción principal fue dirigida por Takuya Tada (多田卓也?).

## Lista de canciones

### Edición estándar
| CD  |                                |          |  |
| N.º | Título                         | Duración |  |
| 1.  | «Megitsune»                    | 4:09     |  |
| 2.  | «Akatsuki»                     | 5:29     |  |
| 3.  | «Megitsune» ((Air Vocal Ver.)) | 4:09     |  |
| 4.  | «Akatsuki» ((Off vocal))       | 5:28     |  |

### Edición limitada "Ki", "Tsu", "Ne" (CD+DVD)
| CD  |                      |          |  |
| N.º | Título               | Duración |  |
| 1.  | «Megitsune»          | 4:09     |  |
| 2.  | «Onedari Daisakusen» | 3:17     |  |

Edición limitada "Ki" (DVD)
| Limited "Ki" edition DVD – Digest of Legend "I" at Shibuya O-East (10/6/2012) |                                  |          |  |
| N.º                                                                           | Título                           | Duración |  |
| 1.                                                                            | «Overture / Doki Doki ☆ Morning» |          |  |
| 2.                                                                            | «Headbanger»                     |          |  |

Edición limitada "Tsu" (DVD)
| Limited "Tsu" edition DVD – Digest of Legend "D" Su-metal Seitansai at Akasaka Blitz (12/20/2012) |                                                          |          |  |
| N.º                                                                                               | Título                                                   | Duración |  |
| 1.                                                                                                | «Babymetal Death»                                        |          |  |
| 2.                                                                                                | «Kimi to Anime ga Mitai (Answer for Animation With You)» |          |  |

Edición limitada "Ne" (DVD)
| Limited "Ne" edition DVD – Digest of Legend "Z" at Zepp Tokyo (2/1/2013) |                                  |          |  |
| N.º                                                                      | Título                           | Duración |  |
| 1.                                                                       | «Overture / Ijime, Dame, Zettai» |          |  |
| 2.                                                                       | «Catch Me If You Can»            |          |  |

## Posicionamiento en lista
| Lista (2013)                               | Posiciones |
| ------------------------------------------ | ---------- |
| Oricon Daily Singles Chart                 | 2          |
| Oricon Weekly Singles Chart                | 7          |
| Billboard Japan Hot 100                    | 16         |
| Billboard Japan Hot Singles Sales          | 7          |
| Billboard Japan Adult Contemporary Airplay | 69         |
| Billboard World Digital Songs              | 14         |

## Historial de lanzamiento
| Región           | Fecha               | Formato              | Discográfica                  | Edición (es)                       |
| ---------------- | ------------------- | -------------------- | ----------------------------- | ---------------------------------- |
| Japón            | 19 de junio de 2013 | CD, Descarga digital | BMD Fox Records Toy's Factory | Edición estándar                   |
| Japón            | 19 de junio de 2013 | CD+DVD               | BMD Fox Records Toy's Factory | Edición limitada "Ki", "Tsu", "Ne" |
| En todo el mundo | 19 de junio de 2013 | Descarga digital     | Toy's Factory                 | Edición estándar                   |